# 耶克塔·耶尔马兹·居尔
耶克塔·耶尔马兹·居尔（土耳其語：Yekta Yılmaz Gül，1978年12月1日—），土耳其男子摔跤运动员。他曾代表土耳其参加世界摔跤锦标赛，获得一枚铜牌。他也曾参加2004年夏季奥林匹克运动会。